# 椒园镇 (古蔺县)
椒园乡，是中华人民共和国四川省泸州市古蔺县下辖的一个乡镇级行政单位。

## 行政区划
椒园乡下辖以下地区：
椒园村、水田村、苏门村、玉河村、钟山村、育林村、龙凤村和犀牛村。